# Kumiko Ōba
Kumiko Ōba (大庭久美子?; Fukuoka, 17 maggio 1988) è un'ex cestista giapponese.

## Carriera
Con il Giappone ha disputato i Campionati mondiali del 2014.